# 郑永和
郑永和（1922年—2007年），男，河南辉县人，中华人民共和国政治人物，曾任中华人民共和国水利电力部副部长，中共河南省委副书记，河南省革命委员会副主任。